# (2051) Chang
Pour les articles homonymes, voir Chang.
(2051) Chang est un astéroïde de la ceinture principale.

## Description
(2051) Chang est un astéroïde de la ceinture principale. Il fut découvert le 23 octobre 1976 à Harvard par l'Observatoire de l'université Harvard. Il présente une orbite caractérisée par un demi-grand axe de 2,84 UA, une excentricité de 0,08 et une inclinaison de 1,3° par rapport à l'écliptique.

## Compléments